# Championnats des quatre continents de patinage artistique 2022
Navigation
Édition précédente Édition suivante
Les Championnats des quatre continents de patinage artistique 2022 ont lieu du 18 au 23 janvier 2022 à la patinoire de Tondiraba de Tallinn en Estonie, la semaine suivant les championnats d'Europe également organisés dans la capitale estonienne. C'est la première fois que les championnats des quatre continents, qui voient concourir des patineurs non-européens, sont organisés en Europe.
Les championnats des quatre continents de 2021, prévus à Sydney en Australie, ont été annulés en raison de la pandémie de Covid-19. C'était la première fois que les championnats des quatre continents étaient annulés.

## Impact de la pandémie de Covid-19
Bien que l'événement soit conçu pour les patineurs non européens, l'Union internationale de patinage (ISU) demande à la fédération estonienne de patinage, qui est également l'hôte des championnats d'Europe 2022, d'accueillir ces championnats des quatre continents au même endroit, après qu'aucun membre non européen de l'ISU ne se soit porté candidat à la suite du retrait de la fédération chinoise de patinage.
En effet, ces championnats devaient être organisés à Tianjin en Chine, l'annonce ayant été faite dès octobre 2020. Mais en raison des exigences de quarantaine du pays pendant la pandémie de Covid-19 (21 jours d'isolement pour les non-résidents) et des vols limités à l'intérieur et à l'extérieur du pays, la fédération chinoise préfère renoncer le 13 septembre 2021 à organiser ces championnats. Au cours de la saison 2020-2021, la fédération chinoise a déjà annulé plusieurs événements en raison des exigences strictes du pays dont les championnats du monde juniors 2021, la finale du Grand Prix 2020-2021 et la Coupe de Chine 2021. 
En raison de la proximité de ces championnats des quatre Continents en termes de situation géographique et de calendrier par rapport aux Jeux olympiques d'hiver de 2022 à Pékin, la décision de la Chine d'annuler l'événement suscite de nouvelles inquiétudes quant à savoir si les Jeux olympiques d'hiver auront bien lieu.

## Qualifications
Les patineurs sont éligibles à l'épreuve s'ils représentent une nation non européenne membre de l'Union internationale de patinage (International Skating Union en anglais) et s'ils ont atteint l'âge de 15 ans avant le 1er juillet 2021 dans leur pays de naissance. La compétition correspondante pour les patineurs européens est le championnat d'Europe 2022. Les fédérations nationales sélectionnent leurs patineurs en fonction de leurs propres critères, mais l'Union internationale de patinage exige un score minimum d'éléments techniques (Technical Elements Score en anglais) lors d'une compétition internationale avant les championnats des Quatre Continents.

### Score minimum d'éléments techniques
L'Union internationale de patinage stipule que les notes minimales doivent être obtenues lors d'une compétition internationale senior reconnue par elle-même au cours de la saison en cours ou précédente, au plus tard 21 jours avant le premier jour d'entraînement officiel.
| Score minimum d'éléments techniques                                                         | Score minimum d'éléments techniques | Score minimum d'éléments techniques |
| Discipline                                                                                  | Programme court                     | Programme libre                     |
| Messieurs                                                                                   | 28.00                               | 46.00                               |
| Dames                                                                                       | 23.00                               | 40.00                               |
| Couples                                                                                     | 25.00                               | 42.00                               |
| Danse sur glace                                                                             | 28.00                               | 44.00                               |
| ------------------------------------------------------------------------------------------- | ----------------------------------- | ----------------------------------- |
| Les scores des programmes courts et libres peuvent être obtenus à différentes compétitions. |                                     |                                     |

### Nombre d'inscriptions par discipline
Chaque nation membre qualifiée peut avoir jusqu'à trois inscriptions par discipline.

## Podiums
| Épreuves                            | Or                               | Argent                            | Bronze                                   |
| ----------------------------------- | -------------------------------- | --------------------------------- | ---------------------------------------- |
| Messieurs résultats détaillés       | Cha Jun-hwan                     | Kazuki Tomono                     | Kao Miura                                |
| Dames résultats détaillés           | Mai Mihara                       | Lee Hae-in                        | Kim Ye-lim                               |
| Couples résultats détaillés         | Audrey Lu / Misha Mitrofanov     | Emily Chan / Spencer Howe         | Evelyn Walsh / Trennt Michaud            |
| Danse sur glace résultats détaillés | Caroline Green / Michael Parsons | Kana Muramoto / Daisuke Takahashi | Christina Carreira / Anthony Ponomarenko |

## Tableau des médailles
| Rang  | Nation       | Or | Argent | Bronze | Total |
| ----- | ------------ | -- | ------ | ------ | ----- |
| 1     | États-Unis   | 2  | 1      | 1      | 4     |
| 2     | Japon        | 1  | 2      | 1      | 4     |
| 3     | Corée du Sud | 1  | 1      | 1      | 3     |
| 4     | Canada       |    |        | 1      | 1     |
| Total | Total        | 4  | 4      | 4      | 12    |

## Détails des compétitions

### Messieurs
| Rang    | Nom                   | Nation       | Points | Programme court | Programme court | Programme libre | Programme libre |
| ------- | --------------------- | ------------ | ------ | --------------- | --------------- | --------------- | --------------- |
| 1       | Cha Jun-hwan          | Corée du Sud | 273.22 | 1               | 98.96           | 1               | 174.26          |
| 2       | Kazuki Tomono         | Japon        | 268.99 | 2               | 97.10           | 2               | 171.89          |
| 3       | Kao Miura             | Japon        | 251.07 | 3               | 88.37           | 3               | 162.70          |
| 4       | Sena Miyake           | Japon        | 240.02 | 5               | 79.67           | 4               | 160.35          |
| 5       | Mikhail Shaidorov     | Kazakhstan   | 234.67 | 8               | 75.96           | 5               | 158.71          |
| 6       | Brendan Kerry         | Australie    | 227.57 | 4               | 81.12           | 8               | 146.45          |
| 7       | Lee Si-hyeong         | Corée du Sud | 223.18 | 6               | 79.13           | 11              | 144.05          |
| 8       | Tomoki Hiwatashi      | États-Unis   | 222.37 | 7               | 77.51           | 10              | 144.86          |
| 9       | Joseph Phan           | Canada       | 220.85 | 10              | 69.70           | 6               | 151.15          |
| 10      | Jimmy Ma              | États-Unis   | 215.12 | 9               | 69.98           | 9               | 145.14          |
| 11      | Corey Circelli        | Canada       | 213.02 | 11              | 69.57           | 12              | 143.45          |
| 12      | Camden Pulkinen       | États-Unis   | 204.39 | 14              | 57.58           | 7               | 146.81          |
| 13      | Dias Jirenbayev       | Kazakhstan   | 192.92 | 12              | 66.92           | 13              | 126.00          |
| 14      | Kyeong Jae-seok       | Corée du Sud | 187.97 | 13              | 63.78           | 14              | 124.19          |
| 15      | James Min             | Australie    | 155.02 | 15              | 54.35           | 15              | 100.67          |
| 16      | Jordan Dodds          | Australie    | 139.15 | 16              | 47.47           | 16              | 91.68           |
| Abandon | Harrison Jon-Yen Wong | Hong Kong    |        | 17              | 43.95           | NC              | NC              |

### Dames
| Rang | Nom                     | Nation           | Points | Programme court | Programme court | Programme libre | Programme libre |
| ---- | ----------------------- | ---------------- | ------ | --------------- | --------------- | --------------- | --------------- |
| 1    | Mai Mihara              | Japon            | 218.03 | 1               | 72.62           | 1               | 145.41          |
| 2    | Lee Hae-in              | Corée du Sud     | 213.52 | 2               | 69.97           | 2               | 143.55          |
| 3    | Kim Ye-lim              | Corée du Sud     | 209.91 | 3               | 68.93           | 4               | 140.98          |
| 4    | Audrey Shin             | États-Unis       | 203.86 | 5               | 67.20           | 5               | 136.66          |
| 5    | Rino Matsuike           | Japon            | 202.21 | 8               | 60.16           | 3               | 142.05          |
| 6    | You Young               | Corée du Sud     | 198.56 | 4               | 67.86           | 7               | 130.70          |
| 7    | Yuhana Yokoi            | Japon            | 185.34 | 12              | 53.93           | 6               | 131.41          |
| 8    | Gabriella Izzo          | États-Unis       | 180.06 | 7               | 63.19           | 8               | 116.87          |
| 9    | Starr Andrews           | États-Unis       | 173.01 | 6               | 66.60           | 12              | 106.41          |
| 10   | Gabrielle Daleman       | Canada           | 172.98 | 9               | 59.01           | 9               | 113.97          |
| 11   | Alison Schumacher       | Canada           | 168.42 | 11              | 57.36           | 10              | 111.06          |
| 12   | Kailani Craine          | Australie        | 164.02 | 10              | 57.46           | 11              | 106.56          |
| 13   | Véronik Mallet          | Canada           | 151.87 | 13              | 53.77           | 13              | 98.10           |
| 14   | Jocelyn Hong            | Nouvelle-Zélande | 145.62 | 18              | 48.60           | 14              | 97.02           |
| 15   | Ting Tzu-Han            | Taipei chinois   | 145.57 | 17              | 49.15           | 15              | 96.42           |
| 16   | Sofia Frank             | Philippines      | 139.26 | 14              | 52.74           | 17              | 86.52           |
| 17   | Victoria Alcantara      | Australie        | 138.26 | 16              | 49.73           | 16              | 88.53           |
| 18   | Andrea Montesinos Cantú | Mexique          | 133.03 | 19              | 47.36           | 18              | 85.67           |
| 19   | Eugenia Garza           | Mexique          | 128.73 | 15              | 51.16           | 20              | 77.57           |
| 20   | Tara Prasad             | Inde             | 127.93 | 20              | 43.31           | 19              | 84.62           |

### Couples
| Rang | Nom                                      | Nation     | Points | Programme court | Programme court | Programme libre | Programme libre |
| ---- | ---------------------------------------- | ---------- | ------ | --------------- | --------------- | --------------- | --------------- |
| 1    | Audrey Lu / Misha Mitrofanov             | États-Unis | 189.10 | 1               | 68.35           | 1               | 120.75          |
| 2    | Emily Chan / Spencer Howe                | États-Unis | 180.94 | 3               | 64.47           | 2               | 116.47          |
| 3    | Evelyn Walsh / Trennt Michaud            | Canada     | 179.70 | 2               | 65.42           | 3               | 114.28          |
| 4    | Deanna Stellato-Dudek / Maxime Deschamps | Canada     | 172.71 | 5               | 59.07           | 4               | 113.64          |
| 5    | Katie McBeath / Nathan Bartholomay       | États-Unis | 168.18 | 4               | 59.54           | 5               | 108.64          |
| 6    | Lori-Ann Matte / Thierry Ferland         | Canada     | 163.60 | 6               | 55.40           | 6               | 108.20          |

### Danse sur glace
| Rang | Nom                                             | Nation           | Points | Danse rythmique | Danse rythmique | Danse libre | Danse libre |
| ---- | ----------------------------------------------- | ---------------- | ------ | --------------- | --------------- | ----------- | ----------- |
| 1    | Caroline Green / Michael Parsons                | États-Unis       | 200.59 | 1               | 80.62           | 1           | 119.97      |
| 2    | Kana Muramoto / Daisuke Takahashi               | Japon            | 181.91 | 2               | 72.43           | 2           | 109.48      |
| 3    | Christina Carreira / Anthony Ponomarenko        | États-Unis       | 175.67 | 3               | 69.35           | 3           | 106.32      |
| 4    | Carolane Soucisse / Shane Firus                 | Canada           | 172.45 | 4               | 69.15           | 4           | 103.30      |
| 5    | Emily Bratti / Ian Somerville                   | États-Unis       | 169.54 | 6               | 67.72           | 5           | 101.82      |
| 6    | Marie-Jade Lauriault / Romain Le Gac            | Canada           | 166.89 | 5               | 68.66           | 6           | 98.23       |
| 7    | Haley Sales / Nikolas Wamsteeker                | Canada           | 160.97 | 7               | 62.95           | 7           | 98.04       |
| 8    | Holly Harris / Jason Chan                       | Australie        | 157.00 | 8               | 59.07           | 8           | 97.93       |
| 9    | Charlotte Lafond-Fournier / Richard Kang-in Kam | Nouvelle-Zélande | 141.11 | 9               | 57.31           | 9           | 83.80       |
| 10   | India Nette / Eron Westwood                     | Australie        | 113.15 | 10              | 40.89           | 10          | 72.26       |